# Kanton Jegun
Kanton Jegun (fr. Canton de Jegun) je francouzský kanton v departementu Gers v regionu Midi-Pyrénées. Skládá se z 10 obcí.

## Obce kantonu
- Antras
- Biran
- Castillon-Massas
- Jegun
- Lavardens
- Mérens
- Ordan-Larroque
- Peyrusse-Massas
- Roquefort
- Saint-Lary